# 世にも不幸なできごと
『世にも不幸なできごと』（よにもふこうなできごと、A Series of Unfortunate Events）は、アメリカで1999年に出版された、レモニー・スニケットことダニエル・ハンドラーによる子ども向けの小説シリーズ。全世界で3000万部以上を売り上げている。
映画化、ドラマ化されている。

## 概説
普通なら読んでいて楽しく、わくわくするものだが、この本は常に不運と不幸だらけ、本の冒頭で作者みずから非常に不愉快で可哀想な物語であると語っている。あらすじはボードレール家のヴァイオレット、クラウス、サニーの元に訪れた両親の死の知らせ、三人を引き取った遠い親戚オラフ伯爵は膨大な遺産を横取りすべく大胆な計画を実行する。不幸の上にさらなる不幸の連続で読み終わっても幸せな気分にはなれない。

## 登場人物

### ボードレール三姉弟妹
ヴァイオレット (Violet Baudelaire)
ボードレール家の長女。当初14歳。11巻で15歳になる。発明が得意で、窮地に陥ったときにわずかな材料で必要なものを発明できる。髪をリボンで結わえているときは発明中。
クラウス (Klaus Baudelaire)
長男。12歳。7巻で13歳に。眼鏡をかけている。得意なことは読書。その能力は読んだ本をすべて暗記できるほど。
サニー (Sunny Baudelaire)
次女。1巻では鳥かごに入るほどの体の大きさだった。四本の鋭い歯を持っていて、噛むことが大好き。また、9巻ごろから料理という意外な才能を発揮している。

### オラフ伯爵一味
オラフ伯爵 (Count Olaf)
ボードレールの両親が遺した莫大な財産をつけねらう極悪人。人を思いやる気持ちはこれっぽっちもないくせに金への欲は人並み以上という恐ろしい人物。伯爵で劇団の役者をしている。一本につながった長い眉毛、ぎらぎらと不気味に光る目、左の足首の目の入れ墨が特徴。変装が得意で、何人もの人物に変装している。
鉤爪男 (The Hook-handed man)
手の代わりに二つの大きなフックがある。
禿頭の男 (The Bald Man with The Long Nose)
鼻が長い。
ふたりの白塗り女 (The Two White-Faced Women)
顔を白粉で塗りたくっている。10巻で伯爵一味から離脱。
巨漢 (The One who looks like neither a Man nor a Woman)
男にも女にも見えない。無口。8巻で行方不明に。おそらく火事で死亡したものと思われる。
ドクター・オーウェル(Dr. Georgina Orwell)
4巻に登場。目医者で催眠術師。クラウスに催眠術をかけ、チャールズを殺させようとする。

### 後見人
モンゴメリー・モンゴメリー博士 (Dr. Montgomery Montgomery/Uncle Monty)
第2巻に登場。は虫類学者。名前も苗字もモンゴメリー。愛称はモンティおじさん。オラフ伯爵に毒殺される。
ジョセフィーン・アンホイッスル (ジョセフィーンおばさん)(Josephine Anwhistle/Aunt Josephine)
第3巻に登場。文法が大好き。玄関マット、ドアノブ、レンジ、電話など身の回りのたくさんのものを怖がっている。オラフ伯爵に湖に突き落とされ、「哀切のヒル」に食べられ死亡。
サー (Sir )
第4巻と第12巻に登場。「幸運のにおう材木工場」の経営者。葉巻の煙で顔が隠されている。名前の発音が難しいため、仮に「サー」と呼ばせている。孤児たちを工場で働かせ、事故を理由に追い出す。
エズメ・スクアラー (Esmé Squalor)
第6巻に登場。暗闇大通り667番地にすむ街で６番目に偉い投資アドバイザー。夫のジェロームとともに孤児たちを預かるが、じつはオラフ伯爵の仲間で、財産を奪おうと企む。｢イン｣(おしゃれ)なものが好き。
ジェローム・スクアラー(Jerome Squalor)
エズメの夫。いい人だが気が弱く、妻の尻にしかれていた。

### スニケット家の人
レモニー・スニケット (Lemony Snicket)
項目を参照
ジャック・スニケット (Jacques Snicket)
オラフ伯爵と同じく、眉毛が一本で足首に目の入れ墨があるが、悪い人ではない。オラフ伯爵に利用され、鳥類愛好家の村で殺されてしまう。
キット・スニケット (Kit Snicket)
タクシーの運転手だった（？）島で赤ん坊を出産し、その後この世を去る。
ベアトリス・スニケット (Beatrice Baudelaire)
キットが流れ着いた島で出産した赤ん坊。ボードレール姉弟妹のお母さんにちなんで名づけられた。キットが死んだ後は三姉弟妹に育てられる。

### その他
ミスター・ポー (Mr. Poe)
1、2、3、4、5、6、7、11、13巻に登場。ボードレール家の遺産を管理する銀行家。頼りない。
ジャスティス・ストラウス (Justice Strauss)
1、12巻に登場。オラフ伯爵の隣に住む判事。
ドクター・ルカフォント
2巻に登場する医者。正体は鉤爪男。
ラリー (Larry)
湖畔の料理がまずいレストラン｢びくびくピエロ｣のウエイター。ピエロの格好をしている。
フィル (Phil)
4，11巻に登場。「幸運のにおう材木工場」の工員。楽天家。のちに潜水艦「クィーケグ号」の乗組員になる。
チャールズ (Charles)
サーのパートナーということになっているが実際は雑用係のような扱いを受けている。
ネロ (Vice Principal Nero)
プルフロック寄宿学校の副校長。カタツムリ柄のネクタイをしている。
自分ではヴァイオリン演奏の天才だと思っていて、よくコンサートを開くがとても下手。
レモラ先生とバス先生 (Mr. Remora)
プルフロック寄宿学校の教師。
ドアマン (Doorman)
暗闇大通り667番地のマンションに雇われている。正体は鉤爪男。
ヘクター (Hector)
鳥類愛好家の村に住む便利屋。メキシコ料理を得意。
ハル (Hal)
ハイムリック病院の図書館の管理人。
マダム・ルル (Madame Lulu)
カリガリ・カーニバルの占い師。本名はオリヴィア・キャリバン (Olivia Caliban)。
ウィダーシンズ船長 (Captain Widdershins)
潜水艦クィーケグ号の船長。
フィオーナ (Fiona)
船長の養子で鉤爪男の妹。キノコに詳しい。
フランクorアーネスト (Frank or Ernest)
ホテル大団円の支配人。三つ子なので見分けがつかない。フランクは高潔なボランティアでアーネストは裏切り者。
デューイ・ディヌーマン (Dewey Denouement)
3人目の支配人。司書の助手助手。
イシュマエル (Ishmael)
3姉弟妹とオラフ伯爵が流れ着いた島の世話役。
足を怪我したと言っているが嘘だった。
ボードレールの両親 (Baudelaires' parents)
1巻で死亡。ボランティアだった。母の名前は「ベアトリス」 (Beatrice)父の名前は「バートランド」 (Bertrand)。

## 舞台
「世にも不幸なできごと」の舞台を参照。

## 作品リスト
翻訳者 - 宇佐川晶子、イラスト - 北砂ヒツジ、出版社 - 草思社
- 第1巻 『最悪のはじまり』 (THE BAD BEGINNING)  ISBN 4-7942-1070-1
- 第2巻 『爬虫類の部屋にきた』 (THE REPTILE ROOM)  ISBN 4-7942-1099-X
- 第3巻 『大きな窓に気をつけろ』 (THE WIDE WINDOW)  ISBN 4-7942-1124-4
- 第4巻 『残酷な材木工場』 (THE MISERABLE MILL)  ISBN 4-7942-1154-6
- 第5巻 『おしおきの寄宿学校』 (THE AUSTERE ACADEMY)  ISBN 4-7942-1173-2
- 第6巻 『まやかしエレベーター』 (THE ERSATZ ELEVATOR)  ISBN 4-7942-1229-1
- 第7巻 『鼻持ちならない村』 (THE VILE VILLAGE)  ISBN 4-7942-1309-3
- 第8巻 『敵意ある病院』 (THE HOSTILE HOSPITAL)  ISBN 4-7942-1363-8
- 第9巻 『肉食カーニバル』 (THE CARNIVOROUS CARNIVAL)  ISBN 4-7942-1413-8
- 第10巻 『つるつるスロープ』 (THE SLIPPERY SLOPE)  ISBN 4-7942-1480-4
- 第11巻 『ぶきみな岩屋』 (THE GRIM GROTTO)  ISBN 4-7942-1546-0
- 第12巻 『終わりから二番目の危機』 (THE PENULTIMATE PERIL)  ISBN 4-7942-1623-8
- 第13巻 『終わり』 (THE END)  ISBN 4-7942-1674-2

2006年10月に最終第13巻をもって完結。すべての巻が13章から成り（最終巻のみ14章まで）、完結するのも不吉な数とされる第13巻。また、第13巻以外の原題はすべて頭韻（alliteration）を踏んでいる。

### 映画化
- レモニー・スニケットの世にも不幸せな物語 - 2004年アメリカ。ジム・キャリー出演。第1巻 『最悪のはじまり』から第3巻 『大きな窓に気をつけろ』までを映画化したもの。